# سی و ششمین دوره جوایز اسکار
سی و ششمین دوره مراسم اعطای جوایز اسکار (انگلیسی: 36th Academy Awards) در روز دوشنبه، ۱۳ آوریل ۱۹۶۴ در سالن اجتماعات سنتا مونیکا سنتا مونیکا برگزار شد. در این مراسم بهترین فیلم‌های سال ۱۹۶۳ جهان به انتخاب آکادمی علوم و هنرهای تصاویر متحرک جایزه گرفتند.
جک لمون مجری این مراسم بود.

## جوایز
برندگان نخست و در حروف برجسته پررنگ فهرست شده‌اند.
| جایزه اسکار بهترین فیلم | جایزه اسکار بهترین کارگردانی |
| --- | --- |
| - تام جونز - آمریکا، آمریکا - کلئوپاترا - چگونه غرب تسخیر شد - زنبق‌های مزرعه | - تونی ریچاردسون – تام جونز - الیا کازان – آمریکا، آمریکا - مارتین ریت – هاد - اتو پرمینگر – کاردینال - فدریکو فلینی – ۱/۲ ۸ |
| جایزه اسکار بهترین بازیگر نقش اول مرد | جایزه اسکار بهترین بازیگر نقش اول زن |
| - سیدنی پوآتیه – زنبق‌های مزرعه - آلبرت فینی – تام جونز - ریچارد هریس – این زندگی ورزشی - رکس هریسون – کلئوپاترا - پل نیومن – هاد | - پاتریشیا نیل – هاد - لزلی کارون – اتاق ال شکل - شرلی مک‌لین – ایرما خوشگله - ریچل رابرتس – این زندگی ورزشی - ناتالی وود – عشق با غریبه مطلوب |
| جایزه اسکار بهترین بازیگر نقش مکمل مرد | جایزه اسکار بهترین بازیگر نقش مکمل زن |
| - ملوین داگلاس – هاد - نیک آدامز – گرگ و میش احترام - بابی دارین – کاپیتان نیومن ام.دی. - هیو گریفیث – تام جونز - جان هیوستون – کاردینال | - مارگارت رادرفورد – آدم‌های خیلی مهم - دیان کیلنتو – تام جونز - ادیث ایوانز – تام جونز - جویس ردمن – تام جونز - لیلیا اسکالا – زنبق‌های مزرعه |
| جایزه اسکار بهترین فیلم‌نامه غیراقتباسی | جایزه اسکار بهترین فیلم‌نامه اقتباسی |
| - چگونه غرب تسخیر شد – جیمز آر. وب - ۱/۲ ۸ – فدریکو فلینی، اینو فلاایانو، تولیو پینه‌لی و برونلو روندی - آمریکا، آمریکا – الیا کازان - عشق با غریبه مطلوب – آرنولد شولمن - The Four Days of Naples – کارلو برناری، واسکو پراتولینی، نانی لوی، پاسکواله فستا کامپانیله و ماسیمو فرانچوزا | - تام جونز – جان آزبرن - زنبق‌های مزرعه – جیمز پو - کاپیتان نیومن ام.دی. – ریجارد ال. برین، Phoebe Ephron و Henry Ephron - هاد – Irving Ravetch و هریت فرانک جونیور - یکشنبه‌ها و سیبل – Antoine Tudal و سرژ بورگینیون |
| Best Foreign Language Film | جایزه اسکار بهترین ترانه |
| - ۱/۲ ۸ (ایتالیا) - Twin Sisters of Kyoto (ژاپن) - Los Tarantos (اسپانیا) - چاقو در آب (لهستان) - The Red Lanterns (یونان) | - "Call Me Irresponsible" from Papa's Delicate Condition – Music by جیمی ون هیوزن; Lyric by سمی کان - "So Little Time" from ۵۵ روز در پکن – Music by دیمیتری تیومکین; Lyric by پل فرنسیس وبستر - "Charade" from معما – Music by هنری مانچینی; Lyric by جانی مرسر - "It's a Mad Mad Mad Mad World" from دنیای دیوانه، دیوانه، دیوانه، دیوانه – Music by ارنست گلد; Lyric by Mack David - "More" from Mondo cane – Music by ریتز اورتولانی و نینو اولیویری; Lyric by Norman Newell |
| جایزه اسکار بهترین فیلم مستند | Best Documentary Short |
| - رابرت فراست: نزاع یک عاشق با جهان - Le Maillon et la Chaine - The Yanks Are Coming - Terminus (nomination revoked) | - شاگال - The Five Cities of June - The Spirit of America - Thirty Million Letters - To Live Again |
| جایزه اسکار بهترین فیلم کوتاه | جایزه اسکار بهترین پویانمایی کوتاه |
| - An Occurrence at Owl Creek Bridge - The Concert - Home-Made Car - Six-Sided Triangle - That's Me | - The Critic - Automania 2000 - The Game - My Financial Career - شدت (موسیقی) |
| جایزه اسکار بهترین موسیقی فیلم | جایزه اسکار بهترین موسیقی فیلم |
| - تام جونز – جان ادیسون - ۵۵ روز در پکن – دیمیتری تیومکین - کلئوپاترا – الکس نورث - چگونه غرب تسخیر شد – آلفرد نیومن و کن داربی - دنیای دیوانه، دیوانه، دیوانه، دیوانه – ارنست گلد | - ایرما خوشگله – آندره پروین - نوع جدید عشق – لیت استیونز - Bye Bye Birdie – جانی گرین - شمشیر در سنگ – جرج برانس - یکشنبه‌ها و سیبل – موریس ژار |
| جایزه اسکار بهترین تدوین صدا | Best Sound Mixing |
| - دنیای دیوانه، دیوانه، دیوانه، دیوانه – Walter G. Elliott - A Gathering of Eagles – Robert L. Bratton | - چگونه غرب تسخیر شد – Franklin Milton - Bye Bye Birdie – Charles Rice - کاپیتان نیومن ام.دی. – Waldon O. Watson - کلئوپاترا – James Corcoran, Fred Hynes - دنیای دیوانه، دیوانه، دیوانه، دیوانه – گوردون ای سایر |
| جایزه اسکار بهترین طراحی صحنه | جایزه اسکار بهترین طراحی صحنه |
| - آمریکا، آمریکا – Art Direction and Set Decoration: Gene Callahan - ۱/۲ ۸ – Art Direction and Set Decoration: پیرو گیراردی - هاد – Art Direction: Hal Pereira و Tambi Larsen; Set Decoration: Sam Comer و Robert R. Benton - عشق با غریبه مطلوب – Art Direction: Hal Pereira و رولند اندرسون; Set Decoration: Sam Comer و Grace Gregory - گرگ و میش احترام – Art Direction: George Davis و Paul Groesse; Set Decoration: Henry Grace و Hugh Hunt | - کلئوپاترا – Art Direction: John DeCuir, Jack Martin Smith, Hilyard Brown, Herman Blumenthal, Elven Webb, Maurice Pelling و Boris Juraga; Set Decoration: Walter M. Scott, Paul S. Fox و Ray Moyer - Come Blow Your Horn – Art Direction: Hal Pereira و رولند اندرسون; Set Decoration: Sam Comer و James W. Payne - چگونه غرب تسخیر شد – Art Direction: George Davis, William Ferrari و Addison Hehr; Set Decoration: Henry Grace, Don Greenwood, Jr. و Jack Mills - کاردینال – Art Direction: Lyle Wheeler; Set Decoration: Gene Callahan - تام جونز – Art Direction: Ralph Brinton, Ted Marshall و Jocelyn Herbert; Set Decoration: جوزی مک‌آوین |
| جایزه اسکار بهترین فیلمبرداری | جایزه اسکار بهترین فیلمبرداری |
| - هاد – جیمز وانگ هو - زنبق‌های مزرعه – ارنست هالر - عشق با غریبه مطلوب – میلتون آر. کراسنر - بالکن – جرج جی. فالسی - The Caretakers – لوسین بالارد | - کلئوپاترا – لئون شامروی - چگونه غرب تسخیر شد – ویلیام اچ. دانیلز، میلتون آر. کراسنر، چارلز لنگ و جوزف لاشل - ایرما خوشگله – جوزف لاشل - دنیای دیوانه، دیوانه، دیوانه، دیوانه – ارنست لاسلو - کاردینال – لئون شامروی |
| جایزه اسکار بهترین طراحی لباس | جایزه اسکار بهترین طراحی لباس |
| - ۱/۲ ۸ – پیرو گیراردی - The Stripper – ویلیام تراویلا - Toys in the Attic – بیل توماس - Wives and Lovers – ادیت هد - عشق با غریبه مطلوب – ادیت هد | - کلئوپاترا – آیرین شرف، ویتوریو نینو نووارز و رنی - چگونه غرب تسخیر شد – والتر پلانکت - نوع جدید عشق – ادیت هد - پلنگ – پی‌یرو تسی - کاردینال – Donald Brooks |
| جایزه اسکار بهترین تدوین | جایزه اسکار بهترین جلوه‌های تصویری |
| - چگونه غرب تسخیر شد – هارولد اف. کرس - کلئوپاترا – دوروتی اسپنسر - کاردینال – لوئیس آر. لوفلر - فرار بزرگ – فریس وبستر - دنیای دیوانه، دیوانه، دیوانه، دیوانه – فردریک نیوتسن, رابرت سی. جونز و جین فاولر جونیور | - کلئوپاترا – Emil Kosa, Jr. - پرندگان – آب آیورکس |

### جایزه اسکار یادبود ایروینگ جی. تالبرگ
- سم اسپیگل

## فیلم‌های با بیش از یک جایزه یا نامزدی
| These films had multiple نامزدی: - ۱۰ نامزدی: تام جونز - ۹ نامزدی: کلئوپاترا - ۸ نامزدی: چگونه غرب تسخیر شد - ۷ نامزدی: هاد - ۶ نامزدی: کاردینال, دنیای دیوانه، دیوانه، دیوانه، دیوانه - ۵ نامزدی: ۱/۲ ۸, زنبق‌های مزرعه, عشق با غریبه مطلوب - ۴ نامزدی: آمریکا، آمریکا - ۳ نامزدی: Captain Newman, M.D., ایرما خوشگله - ۲ نامزدی: ۵۵ روز در پکن, Bye Bye Birdie, A New Kind of Love, یکشنبه‌ها و سیبل, این زندگی ورزشی, Twilight of Honor | The following films received multiple awards. - ۴ برنده: کلئوپاترا, تام جونز - ۳ برنده: چگونه غرب تسخیر شد, هاد - ۲ برنده: ۱/۲ ۸ |

## جستارهای ویژه
- بیست و یکمین مراسم گلدن گلوب
- 1963 in film
- 6th Grammy Awards
- 15th Primetime Emmy Awards
- 16th Primetime Emmy Awards
- 17th British Academy Film Awards
- 18th Tony Awards